# Rubén de Eguía
Rubén de Eguía (Barcelona, 24 de abril de 1984) es un actor español, conocido por interpretar el papel de Diego Alday en la serie Acacias 38. También por su papel de Albert en la serie Merlí.

## Biografía
Rubén de Eguía nació el 24 de abril de 1984 en Barcelona (España). Es actor de teatro, cine y televisión también se dedica a la dirección.

## Carrera
Rubén de Eguía se formó con Juan Carlos Corazza y Claudio Tolcachir, luego se fue a Londres a estudiar actuación. Licenciado en arte dramático en el instituto del teatro de Barcelona. En 2008 empezó su carrera profesional trabajando en el Teatre Lliure. 
En 2010 hizo su primera aparición en televisión en la miniserie Ull for ull. Ese mismo año fue entrevistado en el programa de televisión Connexió Barcelona. En 2011 participó en el programa de televisión Mi reino por un caballo. En 2013 participó en los programas de televisión No t'ho perdis y A escena. En 2013 y 2014 participó en el programa de televisión Ànima, en 2014 en el programa Àrtic, mientras que en 2015 fue entrevistado en el programa Tria33.
En 2015 protagonizó Una visita inquietante dirigida por Fabrizio Santana y El virus de la por dirigida por Ventura Pons y donde interpretó el papel de Jordi. En el mismo año interpretó el papel de Albert en la serie Merlí. En 2017 y 2018 fue elegido para interpretar el papel de Diego Alday Roncero en la telenovela emitida por La 1 Acacias 38 y donde actuó junto a actores como Montserrat Alcoverro, Carlos Olalla, Elena González, Juan Gareda, Alba Brunet, Marc Parejo e Inés Aldea. En 2018 interpretó el papel de Rubén en el cortometraje Fecha de caducidad dirigido por Cristian Valenciano.
En el 2019 interpretó el papel de Juli en tres episodios de la serie Com si fos ahir. En los mismos años interpretó el papel de Antonio Alcántara de joven en la serie Cuéntame cómo pasó. También en 2019 interpretó el papel de Jordi en el telefilme La dama del cuadro dirigido por Juan Miguel del Castillo. Al año siguiente, en 2020, se incorpora al reparto de la serie Mentiras, interpretando el papel de Ricard. En 2022 protagonizó la serie Heridas y el cortometraje Por qué no me gusta el helado de Fresa dirigido por Inés Pintor y Pablo Santidrián y donde interpretó el papel de Max. En el mismo año dirige y escribe el cortometraje Corsés y protagoniza la obra de teatro TNC Digital: Els homes i els dies dirigida por Xavier Albertí.

## Filmografía

### Actor

#### Cine
| Año  | Título                            | Director         |
| ---- | --------------------------------- | ---------------- |
| 2015 | Una visita inquietante            | Fabrizio Santana |
| 2015 | El virus de la por                | Ventura Pons     |
| 2022 | TNC Digital: Els homes i els dies | Xavier Albertí   |

#### Televisión
| Año       | Título             | Personaje                 | Notas         |
| --------- | ------------------ | ------------------------- | ------------- |
| 2010      | Ull for ull        | Militar 1 Cel·la          | 2 episodios   |
| 2015      | Merli              | Albert                    | 13 episodios  |
| 2017-2018 | Acacias 38         | Diego Alday Roncero       | 218 episodios |
| 2019      | Com si fos ahir    | Juli                      | 3 episodios   |
| 2019      | Cuéntame cómo pasó | Antonio Alcántara (joven) | 3 episodios   |
| 2019      | La dama del cuadro | Jordi                     | TV movie      |
| 2020      | Mentiras           | Ricard                    | 3 episodios   |
| 2022      | Heridas            | Ramón                     | 5 episodios   |
| 2023      | Noche de chicas    | Mario                     | 1 episodio    |
| 2023      | Mía es la venganza | Andrés Zorilla Corbella   | 28 episodios  |

#### Cortometraje
| Año  | Título                                 | Personaje | Director                  |
| ---- | -------------------------------------- | --------- | ------------------------- |
| 2018 | Fecha de caducidad                     | Rubén     | Cristian Valenciano       |
| 2022 | Por qué no me gusta el helado de frase | Max       | Pintor y Pablo Santidrián |

### Director de cine

#### Cortometraje
| Año  | Título  | Director       |
| ---- | ------- | -------------- |
| 2022 | Corsets | Rubén de Eguía |

### Guionista

#### Cortometraje
| Año  | Título  | Guionista y director |
| ---- | ------- | -------------------- |
| 2022 | Corsets | Rubén de Eguía       |

## Teatro
| Título                           | Autor                        | Director            |
| -------------------------------- | ---------------------------- | ------------------- |
| Iceberg, sinfonía poética visual | Calixto Bieito               | Calixto Bieito      |
| El bordell                       | Lluïsa Cunillé               | Xavier Albertí      |
| Casa europea                     | Àlex Rigola                  | Àlex Rigola         |
| La vida por delante              | Román Gary                   | Josep Maria Pou     |
| Luces de bohemia                 | Ramón María del Valle-Inclán | Lluis Homar         |
| Smiley                           | Guillem Clua                 | Guillem Clua        |
| El principio de arquímedes       | Josep Maria Miró             | Josep Maria Miró    |
| El juego del amor                | Pierre de Marivaux           | Jose Maria Flotats  |
| L'hort de les oliveres           | Narcís Comadira              | Xavier Albertí      |
| Caixes                           | Marc Artigau                 | Montse Rodríguez    |
| Trilogía Lehman                  | Stefano Massini              | Roberto Romei       |
| El público                       | Federico García Lorca        | Àlex Rigola         |
| Beatriz                          | Carlo Goldoni                | J. Gómez-Friha      |
| El gran mercado                  | C. De la Barca               | Xavier Albertí      |
| El enfermo imaginario            | Molière                      | Josep Maria Flotats |
| La venus de les pells            | David Ives                   | Guido Torlonia      |
| Els homes i els dies             | David Vilaseca i J. M. Miró  | Xavier Albertí      |
| Paraíso Perdido                  | John Miton y Elena Tornero   | Andrés Lima         |
| En mitad de tanto fuego          | Alberto Conejero             | Xavier Albertí      |

## Programas de televisión
| Año       | Título                   |
| --------- | ------------------------ |
| 2008-2013 | Els matins a TV3         |
| 2009      | Hora Q                   |
| 2009      | El difunto               |
| 2010      | Conexión Barcelona       |
| 2011      | Vuelvo a un caballo      |
| 2012      | Catalunya aixeca el teló |
| 2013      | No te he perdido         |
| 2013      | En la escena             |
| 2013-2014 | Alma                     |
| 2014      | Ártico                   |
| 2015      | Tria33                   |

## Premios y reconocimientos
Premio Ercilla
| Año  | Categoría                        | Trabajo             | Resultado |
| ---- | -------------------------------- | ------------------- | --------- |
| 2010 | Mejor actor revelación de teatro | La vida por delante | Ganador   |

Premios Godot
| Año  | Categoría   | Trabajo                 | Resultado |
| ---- | ----------- | ----------------------- | --------- |
| 2024 | Mejor actor | En mitad de tanto fuego | Ganador   |

Premios Max
| Año  | Categoría   | Trabajo                 | Resultado |
| ---- | ----------- | ----------------------- | --------- |
| 2024 | Mejor actor | En mitad de tanto fuego | Finalista |

Premios Butaca
| Año  | Categoría   | Trabajo                 | Resultado |
| ---- | ----------- | ----------------------- | --------- |
| 2024 | Mejor actor | En mitad de tanto fuego | Finalista |

Premios de la unión de actores
| Año  | Categoría                        | Trabajo | Resultado |
| ---- | -------------------------------- | ------- | --------- |
| 2025 | Mejor actor de teatro secundario | El Fin  | Finalista |